# عملية يوآف
عملية يوآف (بالعبرية: מבצע יואב) (وتسمى أيضاً عملية الضربات العشر) هي عملية عسكرية إسرائيلية نفذت في الفترة من 15 إلى 22 أكتوبر 1948 في الجزء الشمالي والأوسط من صحراء النقب، خلال حرب 1948.
كان هدف العملية إبعاد القوات المصرية المتواجدة في وسط وجنوب فلسطين وصولاً إلى الساحل الجنوبي لفلسطين عن طريق بئر السبع - الخليل - القدس، أدت العملية إلى احتلال النقب الشمالي والأوسط بما فيه مركز النقب وهي بلدة بئر السبع. قاد عملية يوآف قائد الجبهة الجنوبية إيغال آلون وسُميت العملية على اسم إسحاق دوبنو، الذي أطلق عليه قادته في البلماح اسم «يوآف». كان دوبنو مسؤولاً عن الدفاع عن كيبوتسات نيجبا وياد مردخاي. وقُتل دوبنو في غارة جوية مصرية على كيبوتس نيجبا بعد وقت قصير من بدء القوات المصرية هجومها على الجبهة الفلسطينية الجنوبية.

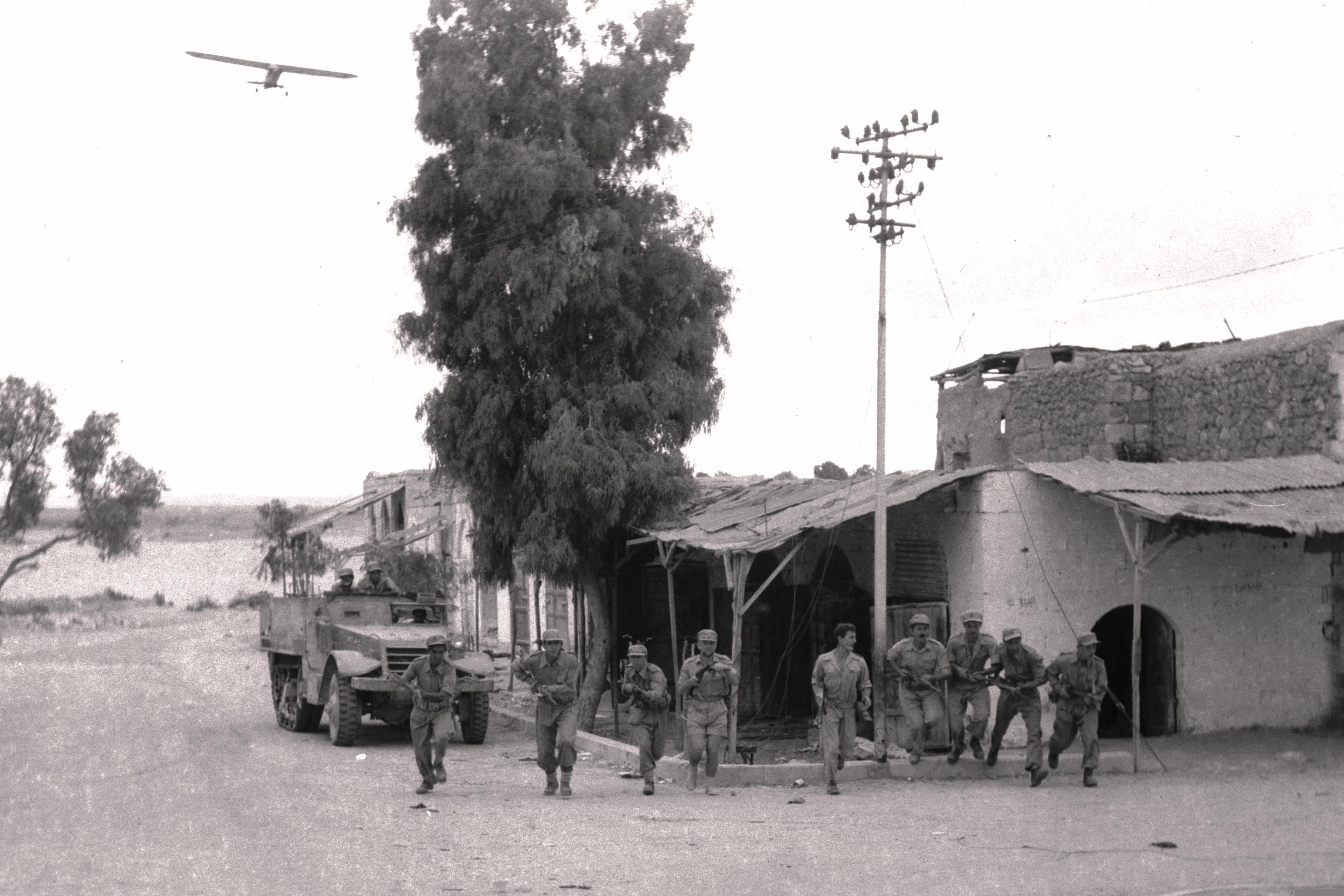
الاحتلال الإسرائيلي لبئر السبع

## الخلفية
حقق اليهود مكاسب كبيرة في الأجزاء الوسطى والشمالية من فلسطين قبل دخول الهدنة الثانية حيز التنفيذ. لكن معظم صحراء النقب والتي كانت ضمن الجزء المخصص لدولة يهودية حسب قرار تقسيم فلسطين والصادر عن الأمم المتحدة عام 1947، كانت لا يزال تحت السيطرة المصرية، مع أن اليهود قاموا بإحتلال مساحات واسعة من الجزء المخصص لدولة فلسطينية قبل هذا التاريخ في شمال ووسط فلسطين.
كان الجيش المصري يمنع القوافل اليهودية من المرور إلى النقب، واستولى على مواقع وراء خطوط تماس الهدنة.
تمت الموافقة على العملية في 6 أكتوبر 1948. واعتبر إطلاق الجيش المصري النار على قافلة يهودية مكونة من 16 شاحنة ذريعة لبدء العملية في 14 أكتوبر 1948.
قال رالف بانش، الذي أصبح وسيطًا للأمم المتحدة بعد اغتيال الكونت فولك برنادوت:
كان العمل العسكري الإسرائيلي في الأيام القليلة الماضية على نطاق لا يمكن القيام به إلا بعد استعدادات كبيرة، وبالكاد يمكن تفسيره على أنه عمل انتقامي بسيط على هجوم على قافلة إسرائيلية.
تزامنت العملية مع عملية ههار من 18 إلى 24 أكتوبر، حيث هاجم لواء هارئيل ولواء عتصيونى القرى الفلسطينية الواقعة جنوب طريق القدس - يافا.

## خلفية تاريخية

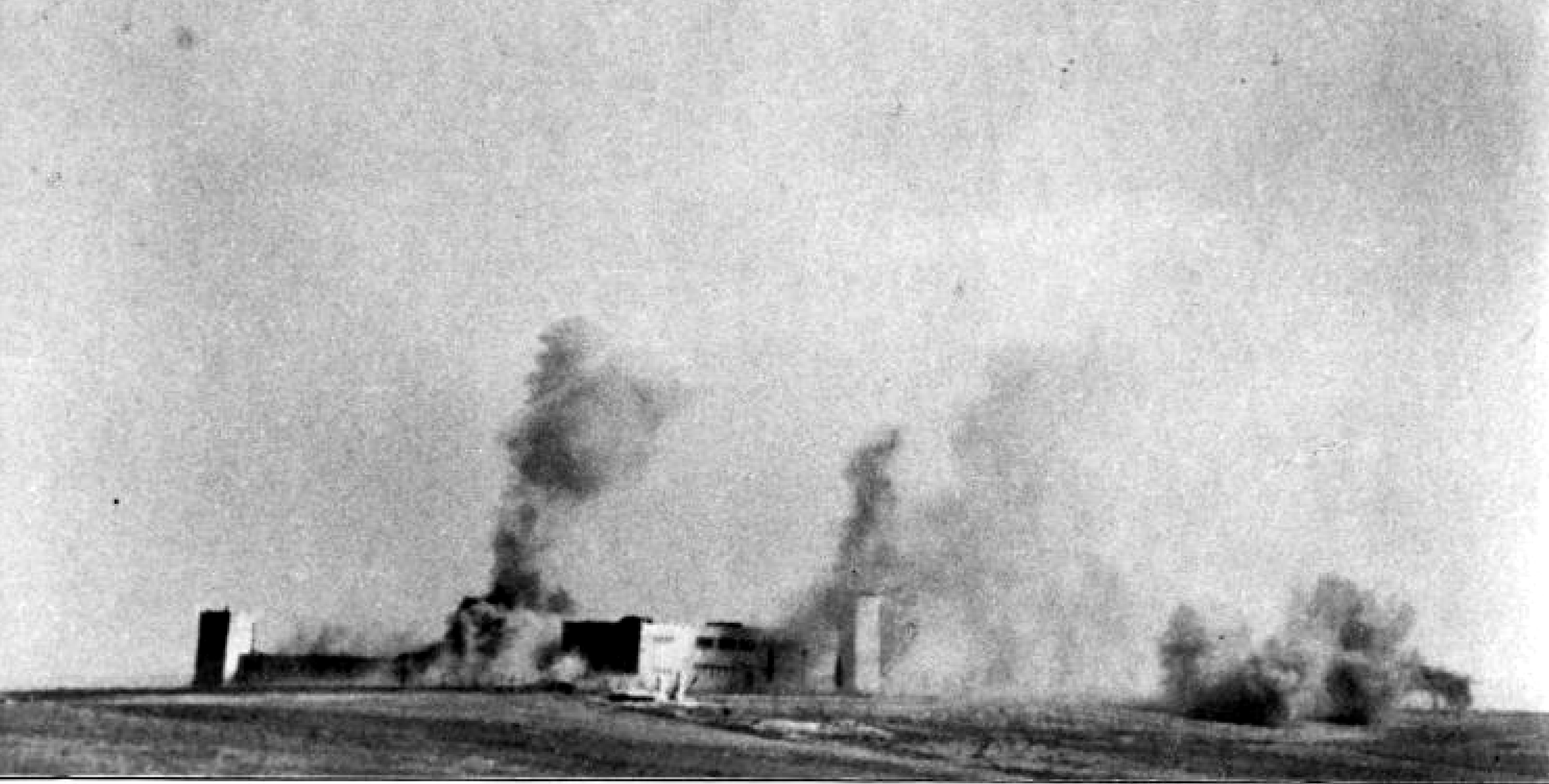
قصف قرية عراق سويدان في 9 نوفمبر 1948.

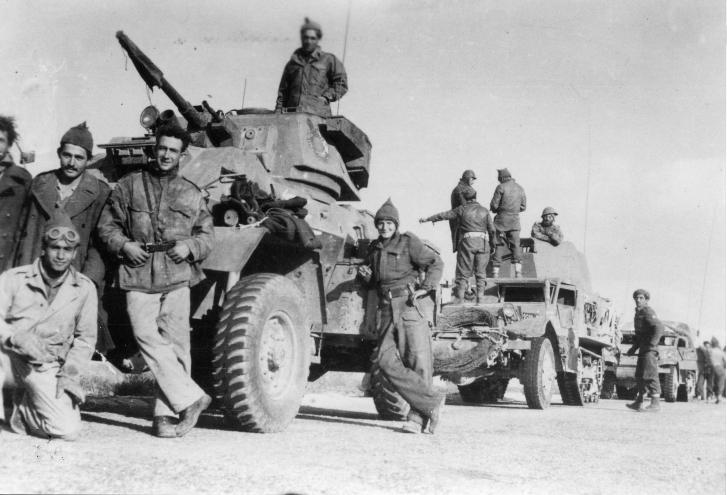
جنود من لواء النقب

تألفت القوات الإسرائيلية من ثلاثة ألوية مشاة، لواء النقب ولواء غيفعاتي بقيادة أبراهام «كيكي» إلكين، ولواء يفتاح وهو كتيبة مدرعة من اللواء الثامن المدرع وكان أكبر تشكيل مدفعي متاحاً للواء في الجيش الإسرائيلي في ذلك الوقت. في 18 أكتوبر، انضم لواء عوديد أيضاً إلى العملية.
في مساء يوم 15 أكتوبر /، قصفت طائرات إسرائيلية غزة ومجدل عسقلان وبئر السبع وبيت حانون. قُصفت بعض الأهداف مرة أخرى خلال الليلتين التاليتين. قامت كتيبة من لواء يفتاح بتلغيم الخط الحديدي بين العريش ورفح وتلغيم طرق مختلفة في منطقة العملية . توغلت كتيبتان من لواء غيفعاتي جنوب شرق قرية عراق المنشية (الآن كريات جت)، مما أدى إلى قطع الطريق بين الفلوجة وبيت جبرين. احتلت قرية بيت جبرين من قبل لواء غيفعاتي 52 واللواء الثامن في 23 أكتوبر 1948.
في ساعات الصباح الباكر من يوم 21 أكتوبر - 1948، وبعد ليلتين من الغارات الجوية، هاجم لواء النقب واللواء الثامن المدرع بئر السبع من الغرب. وانضمت إليهم قوة أخرى من الشمال. تألفت حامية الجيش المصري من 500 جندي مع بعض المدفعية الخفيفة، وقاومت القوة لمدة خمس ساعات قبل الاستسلام.
سميت عملية احتلال بئر السبع باسم عملية موشيه، على اسم موشيه ألبرت، الذي قتل خلال حصار مستعمرة بيت إيشيل.
بينما صدر الأمر بهدنة لمدة 15 ساعة في 22 أكتوبر، استمرت العملية لعدة أيام أخرى.
بعد انسحاب الجيش المصري جنوباً من أسدود في 28 أكتوبر- ومن مجدل عسقلان في 6 نوفمبر- تشرين الثاني 1948 إلى غزة. احتلت القوات اليهودية الشريط الساحلي الفلسطيني وصولاً إلى ياد مردخاي وهي حالياً مستعمرة صغيرة بالقرب من حدود شمال قطاع غزة.
في 9 نوفمبر 1948، تم الاستيلاء على بلدة عراق سويدان.
في 29 أكتوبر قام جنود من اللواء الثامن الإسرائيلي باحتلال بلدة الدوايمة وقاموا بمذبحة الدوايمة .
في نهاية العملية، سعى إيغال آلون للحصول على إذن لشن هجوم على تلال الخليل. رفض دافيد بن غوريون ذلك بسبب مخاوف من أن يؤدي ذلك إلى تدخل بريطاني.
ذكر مشروع الأمم المتحدة لإغاثة اللاجئين أن عدد اللاجئين الفلسطينيين في قطاع غزة قفز من 100،000 إلى 230،000 نتيجة لعملية يوآف.
وهذا الرقم لا يشمل أولئك الذين فروا إلى تلال الخليل في الضفة الغربية.

## بعض القرى العربية المحتلة خلال العملية

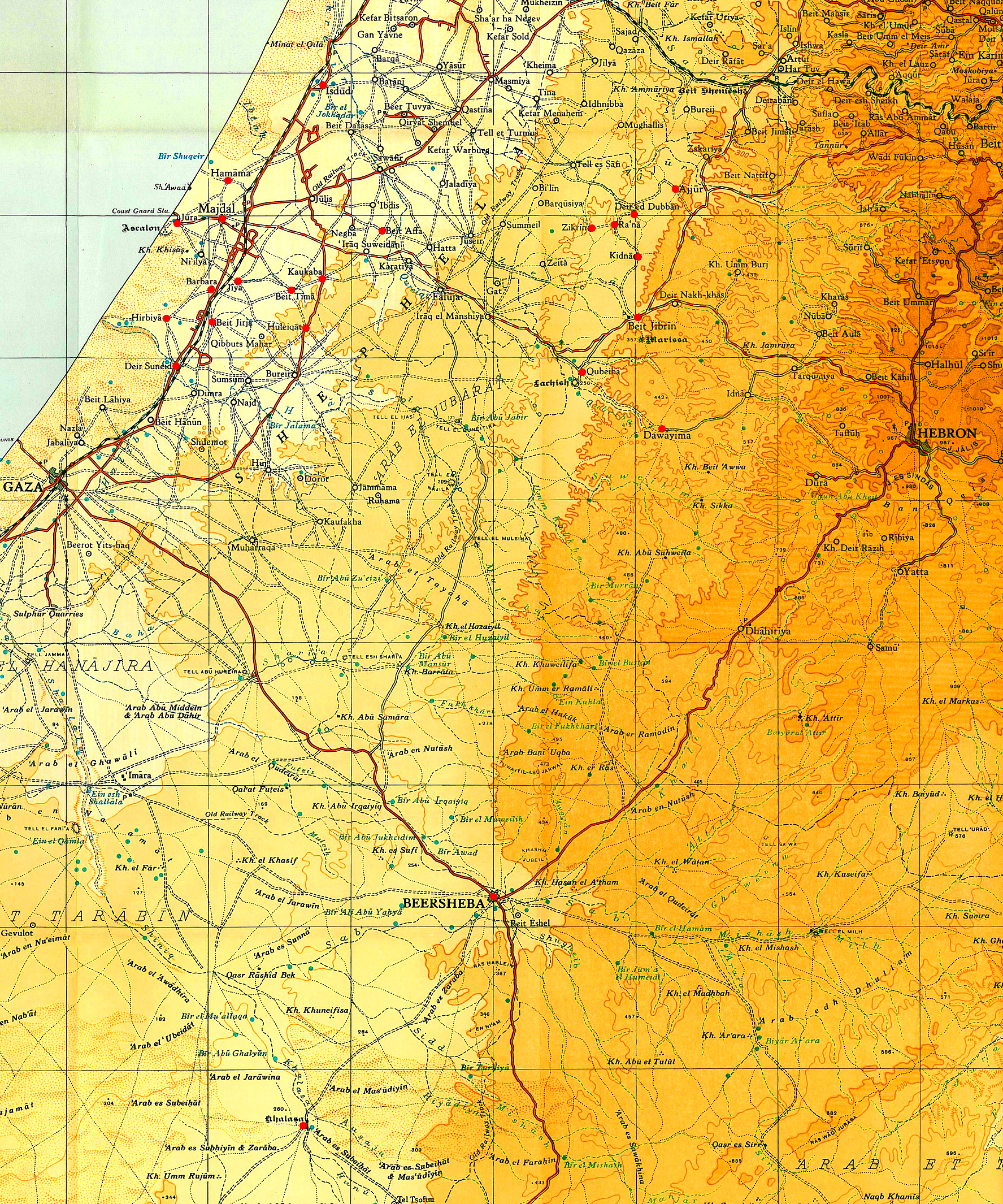
القرى والمدن العربية المحتلة في عملية يوآف.

| الاسم              | عدد السكان عام 1945 | التاريخ                     | القوات المدافعة                                             | قوات الهجوم اليهودية                  | ملاحظات |
| ------------------ | ------------------- | --------------------------- | ----------------------------------------------------------- | ------------------------------------- | --- |
| بيت عفا            | 700                 | النصف الثاني من أكتوبر 1948 | قوات مصرية                                                  | غير معروف                             | احتلها لواء غيفعاتي في المرة الأولى في يوليو - تموز 1948 لبضعة أيام ثم أحتلت مرة أخرى خلال العملية، أخليت القرية من سكانها ودمرت.                                      |
| بيت طيما           | 1,060               | 11 أو 19 أكتوبر 1948        | قوات سعودية وقوات فلسطينية محلية.                           | لواء غيفعاتي                          | قصفت بالطائرات والمدفعية قبل الاستيلاء عليها. وأخليت القرية من سكانها ودمرت.                                                                                           |
| حليقات             | 420                 | 19 أكتوبر                   | الجيش المصري: حوالي 600 جندي                                | لواء غيفعاتي                          | احتلها اليهود لأول مرة بعد عملية باراك واستعادها المصريون في 7 يوليو 1948. عاد بعض القرويين لكنهم فروا في أكتوبر 1948 عندما احنلها اليهود للمرة الثانية، القرية مدمرة. |
| كوكبا (غزة)        | 680                 | 20 أكتوبر                   | قوات سعودية                                                 | لواء غيفعاتي                          | كانت القرية على خط المواجهة خلال الاشتباكات. تبادلها الطرفان مرات عديدة خلال معارك صيف 1948. القرية دمرت وأخليت من سكانها.                                             |
| بئر السبع          | 5,570               | 21 أكتوبر                   | قوات مصرية                                                  | اللواء المدرع الثامن ولواء النقب      | طرد العرب، وفرضت على بدو النقب منطقة حظر نصف قطرها 10 كيلومترات من البلدة.                                                                                             |
| رعنا               | 190                 | 22 و23 أكتوبر 1948          | غير معروف                                                   | لواء غيفعاتي                          | بقي بعض سكان القرية عند احتلالها ثم طردوا ودمرت القرية. |
| ذكرين              | 960                 | 22 و23 أكتوبر 1948          | غير معروف                                                   | لواء غيفعاتي                          | تم طرد السكان ودمرت القرية |
| كدنة               | 450                 | 22 و23 أكتوبر               | متطوعين عرب وقوات فلسطينية محلية.                           | لواء غيفعاتي                          | طُرد السكان وتدمير القرية. |
| عجور               | 3,730               | 23 أكتوبر                   | قوات فلسطينية محلية                                         | الكتيبة الرابعة من لواء غيفعاتي       | أخليت من سكانها ودمرت. |
| دير الدبان         | 730                 | 23 و24 أكتوبر               | غير معروف                                                   | لواء غيفعاتي                          | أخليت القرية من سكانها ودمرت. |
| بيت جبرين          | 2,430               | 24 أكتوبر                   | وحدة من القوات المصرية كانت موجودة في مقر الشرطة في القرية. | لواء غيفعاتي                          | قصفت من الجو في 18 أكتوبر وقصفت عدة مرات لاحقة. البلدة أخليت من سكانها ولكن لم يتم تدمير جميع المباني.                                                                 |
| القبيبة (الخليل)   | 1,060               | 28 أكتوبر 1948              | غير معروف                                                   | لواء غيفعاتي أو لواء هارئيل           | أخليت القرية من سكانها ودمرت . |
| أسدود              | 4,910               | 28 أكتوبر                   | إنسحاب مصري                                                 | لواء غيفعاتي                          | قصفها اليهود من الجو لثلاثة أيام متوالية وطرد سكان القرية ودمرت . |
| الدوايمة           | 3,710               | 29 أكتوبر                   | قوات محلية فلسطينية                                         | الكتيبة 89، اللواء الثامن             | تم عمل مذبحة في القرية وتدميرها. |
| دير سنيد           | 730                 | أواخر أكتوبر 1948           | قوات مصرية                                                  | غير معروف                             | قصفها اليهود من الجو في بداية العملية، القرية أخليت من سكانها ودمرت .                                                                                                  |
| الخلصة (بئر السبع) | قبيلة العزازمة      | أواخر أكتوبر                | قوات مصرية                                                  | لواء غيفعاتي                          | أخليت من سكانها ودمرت . |
| حمامة (فلسطين)     | 5,070               | 4 نوفمبر 1948               | قوات مصرية                                                  | لواء غيفعاتي                          | القرية أخليت من سكانها ودمرت في 30 نوفمبر 1948 |
| الجية              | 1,230               | 4 نوفمبر                    | غير معروف                                                   | لواء غيفعاتي                          | القرية أخليت من سكانها ودمرت . |
| الجورة (عسقلان)    | 2,420               | 4 نوفمبر                    | غير معروف                                                   | لواء غيفعاتي                          | القرية أخليت من سكانها ودمرت . |
| المجدل عسقلان      | 9,910               | 4 نوفمبر                    | قوات مصرية                                                  | لواء غيفعاتي ولواء النقب ولواء يفتاح. | تم طرد السكان وأبقى اليهود على بعض مباني البلدة للإستفادة منها . |
| هربيا              | 2,300               | أوائل نوفمبر                | قوات مصرية                                                  | غير معروف                             | القرية قصفت من الجو وأخليت من سكانها ودمرت . |
| بيت جرجا           | 940                 | 4 و5 نوفمبر 1948            | غير معروف                                                   | لواء غيفعاتي ولواء النقب ولواء يفتاح. | القرية أخليت من سكانها ودمرت. |
| بربرة (فلسطين)     | 2,410               | 5 نوفمبر                    | غير معروف                                                   | غير معروف                             | قصفت من الجو في بداية العملية، القرية أخليت من سكانها ودمرت. |

## الألوية اليهودية المشاركة
- اللواء الثامن المدرع.
- لواء غيفعاتي.
- لواء النقب.
- لواء عوديد.
- لواء يفتاح.